# Oberea kunbirensis
Oberea kunbirensis är en skalbaggsart som beskrevs av Stefan von Breuning 1953. Oberea kunbirensis ingår i släktet Oberea och familjen långhorningar. Inga underarter finns listade i Catalogue of Life.